# قمعية غامضة
القِمَعية الغامضة (باللاتينية: Digitalis dubia) نوع نباتي يتبع جنس القِمَعية من الفصيلة الحملية.